# Byrådet i Favrskov Kommune 2014-2017
For yderligere oplysninger, se Politik i Favrskov Kommune. For generelle oplysninger, se Favrskov Kommune.
Efter kommunal- og regionsrådsvalget, der blev afviklet den 19. november 2013, stod det klart, at den siddende borgmester Nils Borring (A) kan forsætte fire år mere. Dermed måtte den tidligere borgmester Anders G. Christensen (V) tage endnu et valgnederlag. Nils Borring gik til valg på et bred konstituering, og det blev også alle partierne i den nye byråd, som skrev under på konstitueringen, der gav Niels Borring yderligere fire år som borgmester. Den helt store højdespringer ved valget blev Enhedslisten, der gik fra 0,9% ved forrige valg til 4,0 % af stemmer ved dette, og dermed tage et mandat. Til gengæld vendte Socialistisk Folkeparti (SF) forrige valgs succes til et nederlag, hvor de tabte 6,3 % af stemmerne, og gik to mandater tilbage.
Socialdemokraterne fik 42,9 % af stemmerne, mens Venstre (V) lå lige i hælene med 31,2 %.
Den 4. februar 2014 meddelte byrådsmedlem Dan Jensen, at han forlader Socialdemokratiet for at blive løsgænger.

## Kommunalvalg 2013
Uddybende artikler: Kommunalvalg i Favrskov Kommune og Kommunal- og regionsrådsvalg 2013.

### Resultat
|  | 42,90 |

|  | 031,20 |

|  | 7,30 |

|  | 6,30 |

|  | 4,00 |

|  | 3,60 |

|  | 2,90 |

|  | 1,40 |

|  | 0,30 |

|  | 0,10 |

Kilde: Fintællingsresultat fra KMD Valg

### Byrådsmedlemmer
| Socialdemokraterne (A) - Nils Borring (borgmester) - Isabell Friis Madsen - Malene Kragh Sand - Erling Kvist Andersen - Anders Nørgaard - Joachim Laursen - Anne Neergaard - Steen Thomasen - Niels Flade Nielsen - Grethe Villadsen Konservativt Folkeparti (C) - Lars Storgaard (1. viceborgmester) Socialistisk Folkeparti (F) - Bjarne Andersen Dansk Folkeparti (O) - Niels Kallehave - Eva Damsgaard | Venstre, Danmarks Liberale Parti (V) - Flemming Nørgaard - Anders G. Christensen - Kurt Andreassen - Hanne Smedegaard - Christian Møller-Nielsen (2. viceborgmester) - Lone Glarbo - Dorte Winther - Thomas Storm - Inge G. Sørensen Enhedslisten (Ø) - Peder Meyhoff Løsgænger - Dan Jensen (tidl. A) |

Kilde: Den nye Kommunalbestyrelse  på KMD Valg og Favrskov Kommune.

### Konstituering
Siddende borgmester Nils Borring (A) meldte ud før valget, at han ønskede en bred konstituering, hvis han skulle blive borgmester. Da valgresultatet forelå, begyndte konstitutionsforhandlingerne mellem alle de partier, som efter valget var repræsenteret i byrådet. Den endelige aftale blev underskrevet den 26. november 2013 af Socialdemokraterne, Socialistisk Folkeparti, Enhedslisten, Det Konservative Folkeparti, Dansk Folkeparti og Venstre. Udvalg- og bestyrelsesposterne blev fordelt således:

#### Udvalgsposter
| Økonomiudvalget 1. Nils Borring (A), formand 2. Niels Flade Nielsen (A) 3. Joachim Laursen (A) 4. Flemming Nørgaard (V) 5. Hanne Smedegaard (V) 6. Lars Storgaard (C) 7. Bjarne Andersen (F) Arbejdsmarkedsudvalget 1. Erling Kvist Andersen (A), formand 2. Inge G. Sørensen, (V), næstformand 3. Steen Thomasen (A) 4. Thomas Storm (V) 5. Peder Meyhoff (Ø) Børne- og Skoleudvalget 1. Isabell Friis Madsen (A), formand 2. Flemming Nørgaard (V), næstformand 3. Malene Kragh Sand (A) 4. Steen Thomasen (A) 5. Dorte Winther (V) Landsbyrådet 1. Hanne Smedegaard (V), formand | Teknik- og Miljøudvalget 1. Kurt Andreassen (V), formand 2. Anne Neergaard (A), næstformand 3. Niels Flade Nielsen, (A) 4. Grethe Villadsen (A) 5. Anders G. Christensen (V) 6. Niels Kallehave (O) 7. Peder Meyhoff (Ø) Social- og Sundhedsudvalget 1. Lone Glarbo (V), formand 2. Grethe Villadsen (A), næstformand 3. Erling Kvist Andersen (A) 4. Eva Damsgaard (O) 5. Christian Møller-Nielsen (V) Kultur- og Fritidsudvalget 1. Anders Nørgaard (A), formand 2. Thomas Storm (V), næstformand 3. Dan Jensen (Løs) 4. Joachim Laursen (A) 5. Anders G. Christensen (V) Børn og Unge-udvalget 1. Bjarne Andersen (F), formand |